# Simon Alexandre Ernest Auburtin
Pour les articles homonymes, voir Auburtin.
Simon Alexandre Ernest Auburtin, né 15 novembre 1825 à Metz (Moselle),, mort le 15 décembre 1895 à Roullet (Charente) est un médecin français qui a une influence importante sur Paul Broca et l'amène à étudier les bases du langage dans le cerveau.

## Biographie
Ernest Auburtin est l'étudiant et le gendre de Jean-Baptiste Bouillaud qui est le premier à soupçonner le rôle des lobes frontaux du cerveau dans le langage sur la base de travaux expérimentaux. Auburtin, lui-même, défend cette thèse contre Louis Pierre Gratiolet lors de la séance de la Société d’Anthropologie du 4 avril 1861 à Paris. Parmi les auditeurs se trouve Paul Broca, qui intéressé par ces questions cherche à tester cette théorie sur ses propres patients. L'autopsie d'un patient aphasique, M. Leborgne (le patient « Tan » car c'est la seule syllabe qu'il pouvait prononcer), démontre qu'il souffrait d'une lésion du lobe frontal gauche et achève de convaincre Broca du bien-fondé de la théorie de Bouillaud et Auburtin.
En 1861, Ernerst Auburtin décrit le cas d'un homme qui, à l'occasion d'une tentative de suicide ratée, a perdu une partie de son crâne, laissant ainsi son cerveau exposé. Pendant les examens qu'il pratique, Auburtin découvre que s'il presse une spatule sur le cerveau de ce patient pendant que celui-ci parle, son discours cessait aussitôt. Lorsque la pression est enlevée, le patient peut à nouveau parler.
La partie du cerveau en question est le lobe frontal gauche. Auburtin a probablement par ce fait approché l'aire de Broca.

## Ouvrages
- Recherches cliniques sur le rhumatisme articulaire aigu, Paris, Adrien Delahaye, libraire-éditeur, 1860, 190 p. (lire en ligne).
- Recherches cliniques sur les maladies du cœur, d'après les leçons de M. le prof. Bouillaud, Paris, Jean Viat, libraire-éditeur, 1856, 466 p. (lire en ligne).